# Shelagh Delaney
Shelagh Delaney (ur. 25 listopada 1939 w Salford, zm. 20 listopada 2011) – brytyjska dramatopisarka i scenarzystka pochodzenia irlandzkiego, najbardziej znana ze swojego debiutu dramatycznego, sztuki Smak Miodu.

## Życiorys
Shelagh Delaney urodziła się w rodzinie o irlandzkich korzeniach. Jej ojciec, inwalida wojenny, pracował jako kontroler biletów autobusowych. W dzieciństwie miała kłopoty z nauką: trzykrotnie zmieniała szkołę podstawową, nie zaliczyła testu kompetencji dla jedenastolatków. Później porzuciła szkołę i w wieku 17 lat rozpoczęła pracę zawodową.
Zadebiutowała w wieku osiemnastu lat sztuką Smak miodu (A Taste of Honey), której premiera, przygotowana przez Joan Littlewood, odbyła się 27 maja 1958 roku w londyńskim Theatre Royal Stratford East. Odniosła duży sukces, w roku następnym była grana w Wyndham's Theatre na West Endzie, zaś w 1960 roku na Broadwayu. W 1961 roku powstał na jej podstawie film o tym samym tytule w reżyserii Tony'ego Richardsona, którego współscenarzystką była autorka sztuki. Film zdobył cztery nagrody BAFTA, w tym za najlepszy scenariusz. Shelagh Delaney zdobyła ponadto Charles Henry Foyle Award za najlepszą nową sztukę teatralną.
Kolejne dzieła Delaney nie odniosły już takich sukcesów. W 1960 roku powstała sztuka The Lion in Love, w 1963 roku opublikowano zbiór nowel Sweetly Sings the Donkey. W kolejnych latach zwróciła się ku filmowi, jako autorka scenariuszy: The White Bus w reżyserii Lindsaya Andersona na podstawie własnego opowiadania (1967), Charlie Bubbles Alberta Finneya (1967), Dance with a Stranger wyreżyserowany przez Mike'a Newella (1985), Three Days in August oraz The Railway Station Man (obydwa 1992). Była także autorką audycji radiowych.
Zmarła na raka piersi 20 listopada 2011 roku.